# Asura lutarella
Asura lutarella là một loài bướm đêm thuộc phân họ Arctiinae, họ Erebidae.